# Liste des présidents de la Grande Assemblée nationale de Turquie
Ceci est la liste des présidents de la Grande Assemblée nationale de Turquie depuis sa fondation le 23 avril 1920.

## Liste
| №                                                           | Nom                                  | Image | Début de mandat   | Fin de mandat     | Parti | Parti                                   |
| ----------------------------------------------------------- | ------------------------------------ | ----- | ----------------- | ----------------- | ----- | --------------------------------------- |
| Grande Assemblée nationale (1920-1960) Büyük Millet Meclisi |                                      |       |                   |                   |       |                                         |
| 1er                                                         | Mustafa Kemal (1881–1938)            |       | 24 avril 1920     | 29 octobre 1923   |       | Parti républicain du peuple             |
| 2                                                           | Ali Fethi Okyar (1880–1943)          |       | 1er novembre 1923 | 22 novembre 1924  |       | Parti républicain du peuple             |
| 3                                                           | Kâzım Özalp (1882–1968)              |       | 26 novembre 1924  | 1er mars 1935     |       | Parti républicain du peuple             |
| 4                                                           | Mustafa Abdülhalik Renda (1881–1957) |       | 1er mars 1935     | 5 août 1946       |       | Parti républicain du peuple             |
| 5                                                           | Kâzım Karabekir (1882–1948)          |       | 5 août 1946       | 26 janvier 1948   |       | Parti républicain du peuple             |
| 6                                                           | Ali Fuat Cebesoy (1882–1968)         |       | 30 janvier 1948   | 1er novembre 1948 |       | Parti républicain du peuple             |
| 7                                                           | Şükrü Saracoğlu (1887–1953)          |       | 1er novembre 1948 | 22 mai 1950       |       | Parti républicain du peuple             |
| 8                                                           | Refik Koraltan (1890–1974)           |       | 22 mai 1950       | 27 mai 1960       |       | Parti démocrate                         |
| Assemblée des représentants (1961) Temsilciler Meclisi      |                                      |       |                   |                   |       |                                         |
| −                                                           | Kazım Orbay (1886–1964)              |       | 9 janvier 1961    | 26 octobre 1961   |       | Indépendant                             |
| Assemblée de la Nation (1961-1980) Millet Meclisi           |                                      |       |                   |                   |       |                                         |
| 9                                                           | Fuat Sirmen (1899–1981)              |       | 1er novembre 1961 | 10 octobre 1965   |       | Parti républicain du peuple             |
| 10                                                          | Ferruh Bozbeyli (1927-2019)          |       | 22 octobre 1965   | 1er novembre 1970 |       | Parti de la justice                     |
| 11                                                          | Sabit Osman Avcı (1921–2009)         |       | 26 novembre 1970  | 14 octobre 1973   |       | Parti de la justice                     |
| 12                                                          | Kemal Güven (1921-2013)              |       | 18 décembre 1973  | 5 juin 1977       |       | Parti républicain du peuple             |
| 13                                                          | Cahit Karakaş (1928- )               |       | 17 novembre 1977  | 12 septembre 1980 |       | Parti républicain du peuple             |
| Assemblée consultative (1981-1983) Danışma Meclisi          |                                      |       |                   |                   |       |                                         |
| −                                                           | Sadi Irmak (1904–1990)               |       | 27 octobre 1981   | 4 décembre 1983   |       | Indépendant                             |
| Grande Assemblée nationale (1983) Büyük Millet Meclisi      |                                      |       |                   |                   |       |                                         |
| 14                                                          | Necmettin Karaduman (1927-2017)      |       | 4 décembre 1983   | 29 novembre 1987  |       | Parti de la mère patrie                 |
| 15                                                          | Yıldırım Akbulut (1935-2021)         |       | 24 décembre 1987  | 9 novembre 1989   |       | Parti de la mère patrie                 |
| 16                                                          | İsmet Kaya Erdem (1928- )            |       | 21 novembre 1989  | 20 octobre 1991   |       | Parti de la mère patrie                 |
| 17                                                          | Hüsamettin Cindoruk (1933- )         |       | 16 novembre 1991  | 1er octobre 1995  |       | Parti de la juste voie                  |
| 18                                                          | İsmet Sezgin (1928-2016)             |       | 18 octobre 1995   | 24 décembre 1995  |       | Parti de la juste voie                  |
| 19                                                          | Mustafa Kalemli (1943- )             |       | 25 janvier 1996   | 30 septembre 1997 |       | Parti de la mère patrie                 |
| 20                                                          | Hikmet Çetin (1937- )                |       | 16 octobre 1997   | 18 avril 1999     |       | Parti républicain du peuple             |
| −                                                           | Yıldırım Akbulut (1935-2021)         |       | 20 mai 1999       | 30 septembre 2000 |       | Parti de la mère patrie                 |
| 21                                                          | Ömer İzgi (1940- )                   |       | 18 octobre 2000   | 3 novembre 2002   |       | Parti d'action nationaliste             |
| 22                                                          | Bülent Arınç (1948– )                |       | 19 novembre 2002  | 22 juillet 2007   |       | Parti de la justice et du développement |
| 23                                                          | Köksal Toptan (1943- )               |       | 9 août 2007       | 9 août 2009       |       | Parti de la justice et du développement |
| 24                                                          | Mehmet Ali Şahin (1950- )            |       | 9 août 2009       | 12 juin 2011      |       | Parti de la justice et du développement |
| 25                                                          | Cemil Çiçek (1946- )                 |       | 4 juillet 2011    | 7 juin 2015       |       | Parti de la justice et du développement |
| 26                                                          | İsmet Yılmaz (1961- )                |       | 1er juillet 2015  | 17 novembre 2015  |       | Parti de la justice et du développement |
| 27                                                          | İsmail Kahraman (1940- )             |       | 22 novembre 2015  | 7 juillet 2018    |       | Parti de la justice et du développement |
| 28                                                          | Binali Yıldırım (1955- )             |       | 12 juillet 2018   | 18 février 2019   |       | Parti de la justice et du développement |
| 29                                                          | Mustafa Şentop (1968- )              |       | 24 février 2019   | 2 juin 2023       |       | Parti de la justice et du développement |
| 29                                                          | Numan Kurtulmuş (1959- )             |       | 7 juin 2023       | en fonction       |       | Parti de la justice et du développement |